# Валье, Хонатан
Хонатан Валье Труэба (исп. Jonatan Valle Trueba; 30 декабря 1984, Сантандер, Испания) — испанский футболист, полузащитник клуба «Бергантиньос».

## Карьера

### Клубная карьера
Карьеру начинал в системе клуба из своего родного города «Расинг Сантандер», где играл как и за основную команду, так и за «Расинг Сантандер B».
Там его заметили селекционеры клуба «Малага» и подписали с ним контракт на правах аренды.
После окончания контракта с «Малагой» Валье вновь отправился в аренду, но теперь уже в клуб «Понферрадина».
В январе 2012 подписал контракт с казанским «Рубином».
18 июня 2012 покинул казанский клуб, сыграв за него всего в общей сложности 46 минут, заключив контракт с «Рекреативо».

### В сборной
Играл за возрастные сборные Испании, но в основную сборную не призывался.

## Достижения
«Рубин»
- Обладатель Кубка России : 2012